# Chamara
Pour les articles homonymes, voir Camara.

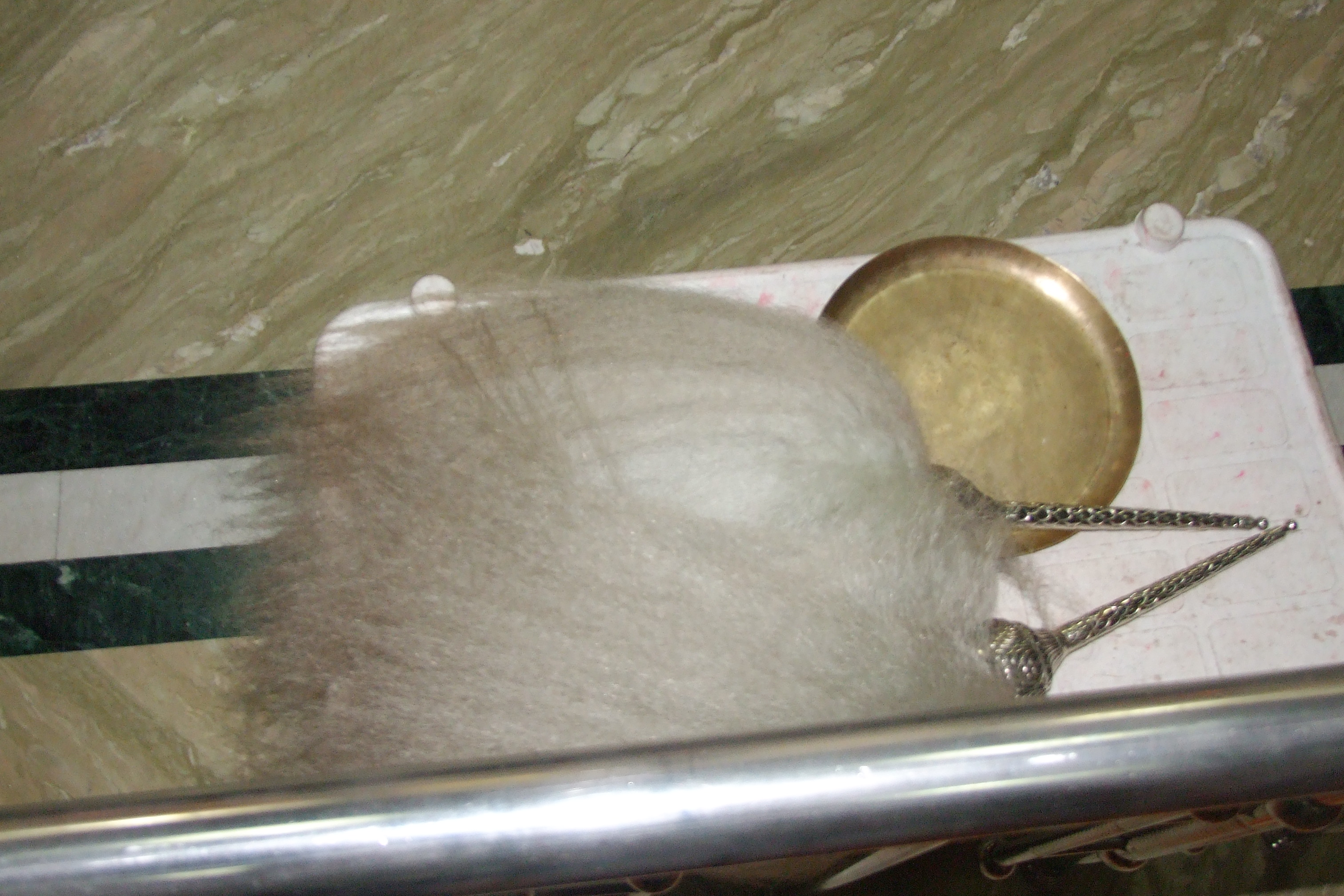
Un camara utilisé en Inde.

Un chamara (IAST: cāmara) est un des huit symboles auspicieux du jaïnisme selon la tradition digambara. Ces symboles sont regroupés sous le terme d'ashtamangala. Dénommé chaur dans le sikhisme, le chamara est un chasse-mouches, proche du plumeau européen. Il sert à repousser les insectes sans les tuer, mais aussi à balayer devant soi pour éviter de marcher sur les créatures minuscules. Pour mémoire, il est d'usage à l'heure actuelle chez les moines de certaines branches du jaïnisme shvetambara de porter un foulard devant la bouche (symbole de retenue dans ses paroles), pour ne pas tuer d'insectes en parlant.